# Jerzy Sendlewski
Jerzy Sendlewski (ur. 28 listopada 1937 w Werach, zm. 9 marca 2022 we Wrocławiu) – polski polityk, poseł na Sejm PRL IX kadencji.

## Życiorys
Syn Feliksa i Marty. W 1954 został laborantem-chemikiem w Grudziądzkich Zakładach Przemysłu Gumowego, a od 1955 do 1958 laborantem w Okręgowym Laboratorium Przemysłu Mlecznego w Grudziądzu. Następnie był szefem produkcji w Zakładach Przemysłu Cukierniczego, później pracował w Najwyższej Izbie Kontroli, potem jako zastępca dyrektora w Okręgowym Przedsiębiorstwie Przemysłu Chłodniczego we Wrocławiu, a następnie w Centralnym Laboratorium Przemysłu Rolnego jako naczelny inżynier. W 1963 uzyskał tytuł naukowy magistra inżyniera technologii żywności na Akademii Rolniczej we Wrocławiu. Od 1982 był kierownikiem szkolenia zawodowego w Zespole Szkół Przemysłu Spożywczego we Wrocławiu.
Był członkiem prezydium Wojewódzkiego Komitetu Zjednoczonego Stronnictwa Ludowego oraz radnym Wojewódzkiej Rady Narodowej we Wrocławiu. W 1985 uzyskał mandat posła na Sejm PRL IX kadencji w okręgu Wrocław Fabryczna, zasiadał w Komisji Budownictwa, Gospodarki Przestrzennej, Komunalnej i Mieszkaniowej, Komisji Współpracy Gospodarczej z Zagranicą, Komisji Rolnictwa, Leśnictwa i Gospodarki Żywnościowej, Komisji Nadzwyczajnej do rozpatrzenia projektów ustaw związanych z realizacją drugiego etapu reformy gospodarczej, Komisji Nadzwyczajnej do kontroli wdrażania programu realizacyjnego drugiego etapu reformy gospodarczej oraz w Komisji Nadzwyczajnej do rozpatrzenia projektu ustawy o mieniu komunalnym.